# Matthew Brick
Matthew Brick es un deportista neozelandés que compitió en duatlón. Ganó dos medallas de oro en el Campeonato Mundial de Duatlón en los años 1991 y 1992.

## Palmarés internacional
| Campeonato Mundial | Campeonato Mundial               | Campeonato Mundial | Campeonato Mundial |
| Año                | Lugar                            | Medalla            | Prueba             |
| ------------------ | -------------------------------- | ------------------ | ------------------ |
| 1991               | Cathedral City ( Estados Unidos) | Medalla de oro     | Individual         |
| 1992               | Fráncfort ( Alemania)            | Medalla de oro     | Individual         |